# 정동하
정동하(본명: 정재환, 1980년 4월 17일~)는 대한민국의 가수이다. 현재 뮤직원컴퍼니 소속, 부활 최장수 출신 보컬로 솔로가수에 도전하고 있다, 용인예술과학대학교 실용음악보컬과 교수, 뮤지컬에 활동 중이며, 인제스피디움레이싱팀의 선수로 모터스포츠에 도전하고 있다.
부활의 공식 앨범 10, 11, 12, 13집과 정동하 공식 미니앨범 1집 BEGIN발표에 이어 정동하 2집 DREAM을 3집 LIFE를 발표했다.

## 약력

### 데뷔 전(1980년~2005년)

#### 학력
서울 관악고등학교를 졸업하였고,  용인예술과학대학교 실용음악보컬과 교수이며, 서울호서예술실용전문학교 실용음악예술계열 졸업.

#### 데뷔의 계기
정동하는 기타, 베이스, 드럼과 보컬의 화합으로 떨릴만한 충격을 줄만큼 어마어마한 음악이 나온다는 사실을 어느 날 퀸의 베스트 앨범 중 하나인 Jazz의 "Don't Stop Me Now"의 감상 후 알게 되어 그 힘에 이끌려 음악을 시작하는 계기가 됐다고 한다.

#### 오디션
2004년 군 제대 후 친분이 있는 어느 작곡가 녹음실에서의 연습생활 도중 우연히 부활의 서재혁에게 추천되어 부활의 새로운 보컬을 뽑는 오디션을 보게 되었다. 앞서 행해진 수천대 일의 오디션에서도 만족할만한 보컬을 찾지 못해 고심하던 중, 이 오디션에서 정동하가 "고해"를 부르는 것을 듣게 된 부활의 리더 김태원이 그의 목소리를 인정하여 정동하는 부활의 아홉 번째 보컬이 됐다고 김태원이 정동하와 채제민과 출연한 한 라디오 방송 중에 소개된 바 있다.

#### 배경
학창시절 관악고에서 그룹사운드 Navigator의 보컬로 활동했으며, 선문대학교 MHZ에서 기타 겸 보컬로 활동 등, 롤링스톤즈, 코다, 프리버드 등의 클럽에서 Block Diver라는 팀명으로 공연을 했다고 한다. 그 후인 군인시절 정동하는 자체 그룹밴드를 결성했다고 한다. 그는 군 제대후 별도로 음악활동을 하다 2005년 대한민국의 살아있는 전설로 불리기도 하는 록 그룹인 부활에 합류하여 가수로서의 첫 걸음을 내디뎠다.

### 데뷔 후(2005년~)

#### 록 밴드 부활의 아홉 번째 보컬로 데뷔(2005년)
2005년 대한민국 록 밴드인 부활의 보컬 선배 김종서, 이승철, 김재기, 김재희, 박완규, 김기연, 이성욱, 정단의 뒤를 이어 아홉 번째 부활의 보컬로 데뷔 하여 부활 10집 앨범인 서정으로 활동을 시작하였다. 정동하라는 이름은 팀 리더인 김태원이 지어준 것이라고 한다.

#### 부활 신고식(2006년~2008년)
2006년 부활 11집 앨범인 사랑에 이어 2007년, 2008년 드라마 OST에 참여하였다.

#### 부활(2009년)
2009년의 시작으로 2월 부활 스페셜 앨범 부활 25th Song Book 발표, 5월 곡 "애벌레" 피쳐링, 7월 MBC 드라마 친구, 우리들의 전설 O.S.T 참여에 이어 8월 25th Anniversary: Retrospect I를 발표하였다. 25 Anniversary: Retrospect I의 곡들중 "또다시 사랑이"와 "OZ"의 작사에 참여하는 등 드라마 친구 O.S.T.의 "The Day"라는 곡의 작곡에 참여하였다. 그리고 가수 현진영의 '현진영GO 프로젝트'의 실용음악학과 강사로 입명, 합류 하는 등 전국 콘서트와 각종 매체에 첫 걸음을 내디뎠다. 그 후 연말 수상식인 2009 Mnet Asian Music Awards의 록 음악상과 2009 대한민국문화연예대상 가요 부문 10대 가수상을 부활과 함께 수상하였다.

### 행진

#### 2010년~2013년
정동하는 2005년 부활과의 첫 번째 계약 기간인 5년에 이어 2010년 부활의 보컬로 재계약을 하였다. 그는 2월 OBS 경인TV와 아리랑 TV의 공동제작 음악 프로그램인 '라이브 H'의 히든 에이스라 불리는 매달 한 번 하는 코너의 MC로 발탁되었다. 3월 25th Anniversary: Retrospect II의 발표에 이어 2010 남아공 월드컵 응원 앨범인 The Shouts Of Reds. United Korea에 참여하였다. 4월 영화 대한민국 1% OST에 "You and I"의 곡에 참여하였다. 7월 엠게임의 신작 게임 아르고의 OST 곡 "세상위로"에 참여하였다. 2012년 한국예술종합전문학교 실용음악예술학부에 재학. "Purple Wave"발표에 이어 최근활동으로 전국콘서트 일정중 발표한 싱글앨범인 그때가 지금이라면, 부활 역대보컬 정단, 박완규, 이성욱과의 공동작 누구나 사랑을 한다와 가슴에 그린 성, 《무사 백동수》 O.S.T. The Only Road, 첫 뮤지컬 출연작 뉴 롤리폴리 뮤직컬의 최영민과 김영민 역으로 부활 전 보컬이자 故 김재기의 동생 김재희와의 작품, 《불후의 명곡 - 전설을 노래하다》등이 있다.

#### 솔로 가수 데뷔(2014~)
정동하는 8년간의 부활 밴드 보컬 타이틀을 마치고 솔로 가수로 첫 걸음을 내디뎠다. 2014년 1월 11일 데뷔했다.
부활의 공식 앨범 10, 11, 12, 13집 발표에 이어 최근활동으로 드라마 《운명처럼 널 사랑해》 OST Part.4의 곡 "운명 같은 너", 부활 전 보컬 정단의 새 앨범 내 마음이 그래의 곡 "Better"의 피쳐링, 드라마 《남자가 사랑할 때》OST Part.2의 곡 "첫 번째 단추", 게임빌 & 공게임즈의 신작 야구게임 이사만루2013 KBO의 주제곡 "Full Swing"에 참여, 《불후의 명곡 - 전설을 노래하다》의 경연자, 그리고 뮤지컬 요셉 어메이징의 주인공인 요셉 역을 맡아 요셉의 아버지 야곱 역을 맡은 부활 전 보컬 김재희와의 두 번째 뮤지컬 작품이 있다. 2014년 1월 11일 8년간 교제한 일반인 여성과 결혼식을 올렸다.

### 록 밴드 부활
부활은 대한민국 남성 록 그룹으로 1986년도에 결성됐다. 김태원, 서재혁, 채제민이 최근 멤버다. 정동하는 부활의 막내로 활약을 마치고 솔로 가수로 전향했다고 한다.

### 현진영GO 프로젝트
정동하는 2009년 창설된 대한민국 힙합 가수 현진영의 '현진영GO 프로젝트'의 실용음악학과 강사로 합류하였다. 신인 가수 발굴에 목적을 두고 있는 '현진영GO 프로젝트'는 가수 지망생들이 가수 데뷔의 현실의 벽을 넘을 수 있는 디딤돌이 되고자 프로젝트를 통해 선발된 지망생들에게 직접적으로 음악 프로듀싱과 음반발매의 지원을 하게 된다고 보도됐다.

## 음반

### 정동하 정규앨범
| 앨범명 | 타이틀 곡   | 발매일           | 레이블                               |
| ------ | ----------- | ---------------- | ------------------------------------ |
| BEGIN  | "If I"      | 2014년 10월 8일  | (주)로엔엔터테인먼트 \| 에버모어뮤직 |
| DREAM  | "오! 사랑"  | 2016년 6월 2일   | (주)로엔엔터테인먼트 \| 에버모어뮤직 |
| LIFE   | "너의 계절" | 2017년 10월 15일 | (주)로엔엔터테인먼트 \| 에버모어뮤직 |

### 부활/정동하 정규앨범
| 앨범명                          | 타이틀 곡    | 발매일          | 레이블                             |
| ------------------------------- | ------------ | --------------- | ---------------------------------- |
| 서정                            | "추억이면"   | 2005년 7월 6일  | 엠넷미디어(주) \| CJ미디어(주)     |
| 사랑                            | "사랑"       | 2006년 12월 1일 | 케이티뮤직 & 신데렐라 엔터테인먼트 |
| 25th Anniversary: Retrospect I  | "생각이나"   | 2009년 8월 14일 | 케이티뮤직 & 부활 엔터테인먼트     |
| 25th Anniversary: Retrospect II | "사랑이란건" | 2010년 3월 22일 | 케이티뮤직 & 부활 엔터테인먼트     |
| Purple Wave                     | "차갑다"     | 2012년 6월 8일  | 케이티뮤직 & 부활 엔터테인먼트     |

### 부활/정동하 비정규앨범
| 앨범명                                  | 정동하가 부른곡/타이틀곡                                       | 발매일          | 레이블                                      |
| --------------------------------------- | -------------------------------------------------------------- | --------------- | ------------------------------------------- |
| Red Devil - Reds Go Together            | "붉은 물결"                                                    | 2006년 5월 25일 | 옴니버스 & (주)에이온미디어                 |
| Live&Unplugged                          | "노을 Unplugged"                                               | 2006년 6월 16일 | CJ뮤직                                      |
| 사랑. 이별. 그리움...                   | "비(悲)"                                                       | 2009년 2월 10일 | 다이렉트미디어 & 케이썸씨엔제이             |
| Return Zero                             | "애벌레 (With. 원준희 희아)"                                   | 2009년 5월 21일 | 소리바다 미디어 & 바탕뮤직                  |
| The Shouts Of Reds. United Korea        | "태양은 있다"                                                  | 2010년 3월 4일  | 케이티뮤직                                  |
| 부활 사랑해서 사랑해서                  | "사랑해서 사랑해서"                                            | 2010년 9월 7일  | 케이티뮤직 & 부활 엔터테인먼트              |
| 그때가 지금이라면                       | "그때가 지금이라면"                                            | 2011년 3월 29일 | (주)네오위즈인터넷 & 애프터런치뮤직         |
| 부활 Collaboration Project 2            | "누구나 사랑을 한다 (With. 정단, 박완규, 이성욱)"              | 2011년 4월 7일  | 케이티뮤직 & 부활 엔터테인먼트              |
| 가슴에 그린 성 (Vision In Mind)         | "가슴에 그린 성 (Vision In Mind)"                              | 2011년 7월 4일  | 소니뮤직 & 모그인터렉티브                   |
| 무사 백동수 OST Part.4 (SBS 월화드라마) | "The Only Road"                                                | 2011년 7월 20일 | (주)다날 & (주)스타엔트리엔터테인먼트       |
| 사랑엔 조건이 없습니다                  | "사랑엔 조건이 없습니다 (법무부 `Good-Bye 학교폭력` 캠페인송)" | 2012년 6월 14일 | (사)한국음원제작자협회 & Joyful엔터테인먼트 |

### OST 및 스페셜앨범
| 앨범명                                                      | 정동하가 부른곡/타이틀곡               | 발매일           | 레이블                                                      |
| ----------------------------------------------------------- | -------------------------------------- | ---------------- | ----------------------------------------------------------- |
| 늑대 O.S.T                                                  | "파라다이스"                           | 2006년 1월 26일  | 비타민엔터테인먼트 & (주)노랑잠수함                         |
| 위대한 유산 O.S.T                                           | "내 사랑은"                            | 2006년 5월 18일  | KT뮤직 & 올리브9 & Fantom Entertainment                     |
| 썸데이 O.S.T                                                | "The Fog"                              | 2006년 12월 6일  | 이엔이미디어 & 무지개미디어                                 |
| 멜로 드라마 2                                               | "파라다이스"                           | 2007년 2월 6일   | 서울음반 & 노랑잠수함                                       |
| 디워 O.S.T                                                  | "천년의 연인 (With. 박기영)"           | 2007년 7월 25일  | SBSi & 옴니버스                                             |
| Drama O.S.T Collection                                      | "내 사랑은"                            | 2007년 12월 17일 | PFull 엔터테인먼트 & 엠피플커뮤니케이션                     |
| 싱글파파는 열애중 O.S.T                                     | "좋을 거야"                            | 2008년 2월 25일  | (주)다날엔터테인먼트 & (주)스타코아 엔터테인먼트            |
| 행복합니다 O.S.T                                            | "행복합니다"                           | 2008년 3월 26일  | 킹핀엔터테인먼트 & 초코렛엔터테인먼트                       |
| 친구, 우리들의 전설 O.S.T                                   | "The Day"                              | 2009년 7월 9일   | 케이티뮤직 & 예술의 봄                                      |
| 대한민국 1% O.S.T                                           | "You and I (With. 한보라)"             | 2010년 4월 20일  | 엠넷미디어(주) & (주)기억속의 매미                          |
| 아르고 O.S.T                                                | "세상위로"                             | 2010년 7월 22일  | (주)다날 & 엠게임                                           |
| 사랑이라는 이름을 더하여 (정동하, 손진영, 백청강, 이태권)   | "사랑이라는 이름을 더하여"             | 2011년 10월 24일 | 케이티뮤직 & 부활 엔터테인먼트                              |
| 불후의 명곡 - 전설을 노래하다 (윤형주 & 김세환 1편)         | "그럴 수가 있나요"                     | 2012년 9월 22일  | (주)로엔엔터테인먼트 & 한국방송공사                         |
| 불후의 명곡 - 전설을 노래하다 (송대관 편)                   | "정 때문에"                            | 2012년 10월 13일 | (주)로엔엔터테인먼트 & 한국방송공사                         |
| 불후의 명곡 - 전설을 노래하다 ((전국노래자랑 특집) 편)      | "무정 부르스"                          | 2012년 11월 3일  | (주)로엔엔터테인먼트 & 한국방송공사                         |
| 불후의 명곡 - 전설을 노래하다 (하춘화 편)                   | "날 버린 남자"                         | 2012년 11월 10일 | (주)로엔엔터테인먼트 & 한국방송공사                         |
| 불후의 명곡 - 전설을 노래하다 (이용 편)                     | "바람이려오"                           | 2012년 11월 17일 | (주)로엔엔터테인먼트 & 한국방송공사                         |
| 철가방 우수씨 OST                                           | "애벌레"                               | 2012년 11월 21일 | 비타민엔터테인먼트 & SH엔터테인먼트                         |
| 불후의 명곡 - 전설을 노래하다 (배호 1편)                    | "안개 속으로 가버린 사랑"              | 2012년 11월 24일 | (주)로엔엔터테인먼트 & 한국방송공사                         |
| 보고싶다 OST                                                | "바라보나봐"                           | 2012년 11월 29일 | (주)로엔엔터테인먼트 & (주)이김프로덕션                     |
| 불후의 명곡 - 전설을 노래하다 (김범룡편)                    | "바람 바람 바람"                       | 2012년 12월 8일  | (주)로엔엔터테인먼트 & 한국방송공사                         |
| 불후의 명곡 - 전설을 노래하다 ((겨울특집) 편)               | "광화문 연가 (With. 알리)"             | 2012년 12월 15일 | (주)로엔엔터테인먼트 & 한국방송공사                         |
| 불후의 명곡 - 전설을 노래하다 ((트로트 빅4 특집) 2편)       | "동반자"                               | 2012년 12월 29일 | (주)로엔엔터테인먼트 & 한국방송공사                         |
| 불후의 명곡 - 전설을 노래하다 (엄정화 2편)                  | "포이즌"                               | 2013년 1월 12일  | (주)로엔엔터테인먼트 & 한국방송공사                         |
| 보고싶다 OST                                                | "바라보나봐"                           | 2013년 1월 16일  | (주)로엔엔터테인먼트 & (주)이김프로덕션                     |
| 불후의 명곡 - 전설을 노래하다 (젊음의행진 편)               | "이별여행"                             | 2013년 1월 19일  | (주)로엔엔터테인먼트 & 한국방송공사                         |
| 불후의 명곡 - 전설을 노래하다 (김정호 편)                   | "보고 싶은 마음"                       | 2013년 1월 26일  | (주)로엔엔터테인먼트 & 한국방송공사                         |
| 불후의 명곡 - 전설을 노래하다 (인순이 편)                   | "거위의 꿈"                            | 2013년 2월 2일   | (주)로엔엔터테인먼트 & 한국방송공사                         |
| 불후의 명곡 - 전설을 노래하다 ((팔도강산 우리노래) 편)      | "서울의 모정"                          | 2013년 2월 12일  | (주)로엔엔터테인먼트 & 한국방송공사                         |
| 불후의 명곡 - 전설을 노래하다 (김민종 편)                   | "세상 끝에서의 시작"                   | 2013년 2월 16일  | (주)로엔엔터테인먼트 & 한국방송공사                         |
| 불후의 명곡 - 전설을 노래하다 (임재범 편)                   | "비상"                                 | 2013년 2월 23일  | (주)로엔엔터테인먼트 & 한국방송공사                         |
| 내 마음이 그래                                              | "Better (정단 Feat. 정동하)"           | 2013년 4월 12일  | 미러볼뮤직 & GF                                             |
| 남자가 사랑할 때 OST Part.2                                 | "첫 번째 단추"                         | 2013년 4월 17일  | 포니캐년코리아 & 포레스트미디어                             |
| 이사만루2013 KBO                                            | "Full Swing"                           | 2013년 4월 17일  | 게임빌 & 공게임즈                                           |
| 불후의 명곡 - 전설을 노래하다 (들국화 편)                   | "제발"                                 | 2013년 5월 11일  | 한국방송공사                                                |
| 상어 OST                                                    | "슬픈동화"                             | 2013년 6월 4일   | (주)에스엠엔터태인먼트 & 스타제이엔터테인먼트               |
| 남자가 사랑할 때 OST                                        | "첫 번째 단추"                         | 2013년 6월 5일   | 포니캐년코리아 & 포레스트미디어                             |
| 불후의 명곡 - 전설을 노래하다 ((얼씨구나 우리가락) 편)      | "쾌지나 칭칭 나네"                     | 2013년 6월 8일   | (주)로엔엔터테인먼트 & 한국방송공사                         |
| 불후의 명곡 - 전설을 노래하다 (사랑과 평화 편)              | "얘기할 수 없어요"                     | 2013년 8월 10일  | (주)로엔엔터테인먼트 & 한국방송공사                         |
| 상어 OST                                                    | "슬픈동화"                             | 2013년 8월 14일  | (주)KT 뮤직 & (주)에스엠엔터태인먼트 & 스타제이엔터테인먼트 |
| 불후의 명곡 - 전설을 노래하다 ((The Legend) 7편)            | "비처럼 음악처럼"                      | 2013년 8월 24일  | (주)로엔엔터테인먼트 & 한국방송공사                         |
| 주군의 태양 OST Part.5                                      | "Mystery"                              | 2013년 9월 4일   | (주)로엔엔터테인먼트 & 본 팩토리                            |
| 불후의 명곡 - 전설을 노래하다 (남진 2편)                    | "미워도 다시한번"                      | 2013년 9월 23일  | (주)로엔엔터테인먼트 & 한국방송공사                         |
| 주군의 태양 OST                                             | "Mystery"                              | 2013년 10월 2일  | (주)로엔엔터테인먼트 & 본 팩토리                            |
| 불후의 명곡 - 전설을 노래하다 ((더라이벌 특집) 2편)         | "초우"                                 | 2014년 1월 11일  | (주)로엔엔터테인먼트 & 한국방송공사                         |
| 불후의 명곡 - 전설을 노래하다 (김광석 편)                   | "사랑했지만"                           | 2014년 1월 18일  | (주)로엔엔터테인먼트 & 한국방송공사                         |
| 불후의 명곡 - 전설을 노래하다 (이미자 2편)                  | "아씨"                                 | 2014년 3월 22일  | (주)로엔엔터테인먼트 & 한국방송공사                         |
| 대한민국 응원가 `승리하라 대한민국`                         | "승리하라 대한민국"                    | 2014년 4월 1일   | (주)로엔엔터테인먼트 & 고운숲                               |
| 음악여행 예스터데이 10회                                    | "어쩌다 마주친 그대 (원곡가수 송골매)" | 2014년 5월 12일  | 아이엠비씨(iMBC) & MBC                                      |
| 불후의 명곡 - 전설을 노래하다 ((3주년 특집) 편)             | "친구여"                               | 2014년 6월 21일  |                                                             |
| 불후의 명곡 - 전설을 노래하다 ((여름특집 1탄) 편)           | "고래사냥"                             | 2014년 7월 5일   | (주)로엔엔터테인먼트 & 한국방송공사                         |
| 운명처럼 널 사랑해 OST Part.4                               | "운명 같은 너"                         | 2014년 7월 31일  | (주)로엔엔터테인먼트 & 포레스트미디어                       |
| 불후의 명곡 - 전설을 노래하다 ((환상의 듀엣) 편)            | "만남"                                 | 2014년 10월 11일 |                                                             |
| 왕의 얼굴 OST Part.1                                        | "안녕 그 말"                           | 2014년 12월 10일 | KT 뮤직                                                     |
| 불후의 명곡 - 전설을 노래하다 ((신년 특집) 편)              | "사노라면"                             | 2015년 1월 3일   |                                                             |
| 불후의 명곡 - 전설을 노래하다 (김영광 편)                   | "마음 약해서"                          | 2015년 1월 1일   |                                                             |
| 불후의 명곡 - 전설을 노래하다 ((왕중왕전) 편)               | "빗물"                                 | 2015년 3월 14일  |                                                             |
| 불후의 명곡 - 전설을 노래하다 ((한국인이 사랑하는 팝송) 편) | "Heal the World"                       | 2015년 5월 9일   |                                                             |
| 슈퍼대디 열 OST Part.1                                      | "Yolo Man"                             | 2015년 3월 20일  | CJ E&M                                                      |
| 불후의 명곡 - 전설을 노래하다 (김수철 편)                   | "모두 다 사랑하리"                     | 2015년 5월 23일  |                                                             |
| 불후의 명곡 - 전설을 노래하다 ((리메이크 특집) 편)          | "나와 같다면"                          | 2015년 6월 20일  |                                                             |
| 불후의 명곡 - 전설을 노래하다 (김영광 편)                   | "언젠가는"                             | 2015년 8월 1일   |                                                             |
| 디데이 OST Part.2                                           | "그날까지 (The Day)"                   | 2015년 10월 23일 | KT 뮤직                                                     |
| 불후의 명곡 - 전설을 노래하다 (故 신해철 편)                | "슬픈 표정 하지 말아요"                | 2015년 10월 24일 |                                                             |
| 불후의 명곡 - 전설을 노래하다 ((기네스북 특집) 편)          | "보고 싶다"                            | 2015년 12월 26일 |                                                             |
| 불후의 명곡 - 전설을 노래하다 (오태호 편)                   | "내 사랑 내 곁에"                      | 2016년 2월 20일  |                                                             |
| 결혼계약 OST Part.1                                         | "To You Again"                         | 2016년 3월 11일  | 한국음반산업협회                                            |
| 불후의 명곡 - 전설을 노래하다 (하광훈 편)                   | "늪"                                   | 2016년 4월 2일   |                                                             |
| 불후의 명곡 - 전설을 노래하다 (김정민 & 이현우 편)          | "붐붐붐"                               | 2016년 6월 4일   |                                                             |
| 불후의 명곡 - 전설을 노래하다 (양수경 편)                   | "당신은 어디에 있나요"                 | 2016년 7월 16일  |                                                             |
| 불후의 명곡 - 전설을 노래하다 (故 김현식 편)                | "골목길"                               | 2016년 11월 12일 |                                                             |
| 불후의 명곡 - 전설을 노래하다 ((왕중왕전) 편)               | "이젠 그랬으면 좋겠네"                 | 2016년 12월 31일 |                                                             |
| 불후의 명곡 - 전설을 노래하다 (혜은이 편)                   | "독백"                                 | 2017년 1월 14일  |                                                             |
| 화랑 OST Part.10                                            | "날 혼자 두지 마"                      | 2017년 2월 14일  | Sony Music                                                  |
| 불후의 명곡 - 전설을 노래하다 ((300회 특집 3부) 편)         | "아버지"                               | 2017년 4월 22일  |                                                             |
| 불후의 명곡 - 전설을 노래하다 (김희갑 & 양인자 편)          | "우린 너무 쉽게 헤어졌어요"            | 2017년 5월 6일   |                                                             |

## 뮤지컬
| 작품명                   | 정동하 역   | 공연기간             | 레이블                                                                               |
| ------------------------ | ----------- | -------------------- | ------------------------------------------------------------------------------------ |
| 롤리폴리 - 우리들의 청춘 | 영민        | 2012년 5월~6월       | 海美뮤지컬컴퍼니 & (주)스포츠앤컴퍼니 & 동아방송예술대학교                           |
| 요셉 어메이징            | 요셉        | 2013년 2월~4월       | 샤롯데씨어터 & 롯데 엔터테인먼트 & (주)라이브엔컴퍼니 & RUG & (주)디비씨홀딩스       |
| 잭 더 리퍼               | 다니엘      | 2013년 5월~6월       | 성남아트센터 오페라하우스 & (주)엠뮤지컬아트 & CJ E&M & (주)SBS                      |
| 잭 더 리퍼               | 다니엘      | 2013년 7월~9월       | 디큐브아트센터 & (주)엠뮤지컬아트 & CJ E&M & (주)SBS                                 |
| 잭 더 리퍼               | 다니엘      | 2019년 1월~3월       | 올림픽공원 우리금융아트홀 & (주)플레이앤씨 & (주)글로벌컨텐츠 & (주)메이커스프로덕션 |
| 노트르담 드 파리         | 그랭구와르  | 2013년 9월~11월      | 블루스퀘어 삼성전자홀 & (주)마스트엔터테인먼트 & (주)EMK뮤지컬컴퍼니                 |
| 요셉 어메이징            | 요셉        | 2013년 10월~12월     | 유니버설아트센터                                                                     |
| 노트르담 드 파리         | 그랭구와르  | 2013년 11월          | 창원 성산아트홀 대극장                                                               |
| 노트르담 드 파리         | 그랭구와르  | 2013년 11월~12월     | 광주 문화예술회관 대극장                                                             |
| 노트르담 드 파리         | 그랭구와르  | 2013년 12월          | 부산시민회관 대극장                                                                  |
| 노트르담 드 파리         | 그랭구와르  | 2013년 12월          | 대전예술의전당 아트홀                                                                |
| 요셉 어메이징            | 요셉        | 2013년~14년 12월~2월 | 대학로 뮤지컬센터 대극장                                                             |
| 노트르담 드 파리         | 그랭구와르  | 2014년 1월           | 대구 계명아트센터                                                                    |
| 노트르담 드 파리         | 그랭구와르  | 2014년 1월           | 울산문화예술회관 대공연장                                                            |
| 노트르담 드 파리         | 그랭구와르  | 2014년 2월           | 세종문화회관 대극장                                                                  |
| 노트르담 드 파리         | 그랭구와르  | 2014년 2월           | 이천아트홀 대공연장                                                                  |
| 노트르담 드 파리         | 그랭구와르  | 2014년 2월           | 청주예술의전당 대공연장                                                              |
| 두 도시 이야기           | 찰스 다네이 | 2014년 6월~8월       | 국립극장 해오름극장                                                                  |

## 드라마
| 작품명                  | 정동하 역 | 방영기간        | 레이블 |
| ----------------------- | --------- | --------------- | ------ |
| 세상에서 가장 위대한 일 | 정동하    | 2013년 9월 19일 | MBC    |

## 라디오
| 방송                          | 정동하 역 | 방영기간                                                   | 레이블 |
| ----------------------------- | --------- | ---------------------------------------------------------- | ------ |
| 책처럼 음악처럼, 정동하입니다 | DJ        | 2014년 8월 26일~2015년 8월 29일, EBS FM 밤 9시~11시(월~토) | EBS    |

## TV 예능
- 2012년 KBS 《불후의 명곡 - 전설을 노래하다》
- 2016년 JTBC 《김제동의 톡투유 - 걱정 말아요! 그대》
- 2016년 MBC 《미스터리 음악쇼 복면가왕》 - 제36,37,38,39대 복면가왕 신명난다! 에헤라디오!

## 모터스포츠
| 대회명                                 | 종목명      | 정동하 참가 라운드 | 소속팀                | 경기일정       | 레이블                                |
| -------------------------------------- | ----------- | ------------------ | --------------------- | -------------- | ------------------------------------- |
| 2013 CJ 헬로모바일 슈퍼레이스 챔피언십 | NEXEN N9000 | 1                  | 인제오토피아 레이싱팀 | 2013년 5월 4일 | 영암 인터내셔널 서킷 & (주)슈퍼레이스 |
| 2013 CJ 헬로모바일 슈퍼레이스 챔피언십 | NEXEN N9000 | 4                  | 인제스피디움레이싱팀  | 2013년 8월 3일 | 태백 레이싱파크 & (주)슈퍼레이스      |

## 수상

### 부활/정동하 (2009년)
- 2009 Mnet Asian Music Awards 록 음악상 수상 (부활 11월 21일)[16]
- 2009 대한민국문화연예대상 가요 부문 10대 가수상 수상 (부활 11월 30일)[17]
- 2022년 제31회 하이원 서울가요대상 심사위원 특별상